# Jornal da Bahia
O Jornal da Bahia foi um periódico brasileiro da cidade de Salvador, que circulou entre 1958 e 1994.

## História
Fundado por João Falcão, que foi militante comunista até 1957, Em setembro de 1958, o jornal foi criado e teve na equipe original grandes nomes da intelectualidade baiana, como o escritor João Ubaldo Ribeiro; o cineasta Glauber Rocha, que chegou a ser repórter policial; e o jornalista João Carlos Teixeira Gomes, chefe de redação. Foi, por muitos anos, um veículo progressista, ligado à esquerda, que fez história na imprensa da Bahia.
A linha editorial do Jornal da Bahia juntava as recentes conquistas da imprensa baiana, que fizeram o visual dos jornais ficar mais arejado, dando inclusive mais espaço às fotografias.
Entre 1969 e 1972, o JBa, como ficou conhecido, foi fortemente perseguido pelo então governador Antônio Carlos Magalhães, que usou meios jurídicos para desmoralizá-lo, se aproveitando do cenário político promovido pelo AI-5. No entanto, sua linha editorial permanecia a mesma.
O JBa foi vendido, em dezembro de 1983, aos advogados Carlos Barral e Francisco Santos. Em outubro de 1990, o jornal, que até então tinha forte conteúdo político-progressista e cultural, passou a ser dirigido pelo ex-prefeito de Salvador, Mário Kertész, nomeado interventor por ACM, até então seu desafeto, que voltou ao governo da Bahia na mesma época, sendo eleito pelo voto direto.
Além do controle acionário do periódico, Mário Kertész - que começou sua trajetória no setor de comunicações como apresentador de um programa de rádio da Prefeitura em que ele divulgava seus projetos e obras - adquiriu as rádios Cidade FM, Rádio Clube (sucedidas pela Rádio Metrópole) e Itaparica FM. A fase populista do jornal - que foi seu pior momento - teve popularidade durante alguns meses, mas a má reputação o fez decair, falindo em 22 de fevereiro de 1994, após 36 anos e 10.679 edições.